# EXTRA FLIGHT
『EXTRA FLIGHT』（エクストラ・フライト）は、LINDBERGの初のミニ・アルバム。
1991年11月1日発売。発売元は徳間ジャパンのPUBLIC IMAGE RECORDSレーベル。

## 解説
『LINDBERG IV』から僅か半年でリリースされたミニ・アルバム。
『リンドバーグからの臨時便』のキャッチフレーズで発売された。
これまで、徳間ジャパンのJAPAN RECORDSレーベルからリリースしていたが、本作からPUBLIC IMAGE RECORDSレーベルからのリリースとなった。
9枚目のシングル曲『I MISS YOU』を収録。
3作連続でオリコンチャート1位を獲得した。

## 収録曲
1. DESTINATION
  - 作詞:渡瀬マキ　作曲:JOEY CARBONE・DENNIS BELFIELD　編曲:LINDBERG・井上龍仁
2. 君につづくHISTORY
  - 作詞:西脇淳子　作曲:平川達也　編曲:LINDBERG・佐藤宣彦
3. Dream Factory
  - 作詞:渡瀬マキ　作曲:小柳昌法　編曲:LINDBERG・佐藤宣彦
4. PARADOX
  - 作詞:渡瀬マキ　作曲:川添智久　編曲:LINDBERG・佐藤宣彦
5. I MISS YOU
  - 作詞:渡瀬マキ　作曲:平川達也　編曲:LINDBERG・井上龍仁
6. Keep on Smile
  - 作詞:渡瀬マキ　作曲:川添智久　編曲:LINDBERG・佐藤宣彦
7. Lonely as a cloud
  - 作詞:渡瀬マキ　作曲:小柳昌法　編曲:井上龍仁